# 희비 윤씨
희비 윤씨(禧妃 尹氏, ? ~ 1380년)는 고려의 제28대 왕 충혜왕의 제2비로, 본관은 파평(坡平)이다.

## 생애

### 가계
증조부는 문하시랑평장사(門下侍郎平章事) 윤순(尹純)이시며, 조부는 첨의정승(僉議政丞) 윤보(尹珤)이며, 부친은 찬성사(贊成事) 윤계종(尹繼宗)이고, 외조부는 판밀직(判密直) 민적(閔頔)이다. [ 趙從耘(1607∼1683)의 氏族源流 坡平尹氏 ]

### 왕비 책봉
1348년(충목왕 4년) 음력 12월 충목왕(忠穆王)이 후사 없이 사망하면서 그녀의 아들 충정왕(忠定王)이 즉위하였다.

### 왕비 시절
그녀의 일족이 정권을 장악하게 되었다. 또 그녀의 외숙부인 민환(閔渙)도 권세를 믿고 그 횡포가 매우 심했다고 한다.
1349년(충정왕 1년 음력 9월 정사일 그녀를 위한 부를 세우고 그 이름을 경순부(慶順府)라고 하고, 승(丞)과 주부(注簿) 각 1명과 사인(舍人) 2명을 두었다.
1352년(공민왕 1년)에 충정왕이 공민왕에게 선위하고 강화도로 물러나자 희비는 근심 걱정으로 며칠을 울부짖으며 지냈고, 결국 공민왕에게 허락을 받아 강화도로 가 며칠동안 머무르며 충정왕을 직접 만나고 돌아왔다.
1352년(공민왕 1년) 음력 3월에 충정왕은 강화도에서 독살당했다.
1380년(우왕 6년)에 사망하였다.

### 사후
호는 희비(禧妃)이다. 능에 대한 기록은 남아있는 것이 없어 알 수 없으며, 남편 충혜왕과의 사이에서 아들 1명(충정왕)만을 낳았다.
그녀의 사후 왕실에서는 그녀에 대한 제사를 지내지 않았으나, 1391년(공양왕 3년) 음력 1월 공양왕이 예조(禮曹)의 건의를 받아들여 선대 왕후의 예에 맞춰 제사를 지내게 하였다.
한편 그녀의 외숙부가 되는 민변(閔抃)은 아들 민제(閔霽)를 낳았다. 민제는 희비의 외사촌이 되는데, 민제는 바로 조선 태종(太宗)의 정비인 원경왕후 민씨(元敬王后 閔氏)의 아버지이다.

## 가족 관계
- 아버지 : 윤계종(尹繼宗, ?~1346)
- 어머니 : 여흥민씨(驪興閔氏)
  - 남형제 : 윤인귀(尹仁貴)
  - 제부 : 장령(掌令) 성원도(成元度)
- 시아버지 : 제27대 충숙왕(忠肅王, 1294~1339, 재위:1313~1330, 1332~1339)
- 시어머니 : 공원왕후(恭元王后, 1298~1380)
  - 남편 : 제28대 충혜왕(忠惠王, 1315~1344, 재위:1330~1332, 1339~1344)
    - 아들 : 제30대 충정왕(忠定王, 1339~1352, 재위:1349~1351)

## 희비 윤씨가 등장하는 작품
- 《신돈》(MBC, 2005년~2006년, 배우:황금희)